# Flamencopsis minima
Flamencopsis minima là một loài nhện trong họ Nemesiidae.
Flamencopsis minima được miêu tả năm 1995 bởi Goloboff.